# Bataille du Boarn
 (janvier 2018).
La bataille du Boarn (Frise occidentale : Slach oan de Boarn néerlandais : Slag aan de Boorne) est une bataille qui se déroula en 734 entre les Francs et les Frisons près de l'embouchure de la Boarn dans ce qui est aujourd'hui la province néerlandaise de Frise.

## Déroulement
En 734 donc, une armée franque commandée par le maire du palais Charles Martel envahit le royaume de Frise après une série de guerres entre les deux peuples. Marchant le long de la Boarn, l'armée franque atteint son embouchure. Ensuite, l'armée frisonne commandée par le roi Poppo Ier de Frise arrive par navires pour essayer de surprendre les Francs et de les battre. Malgré tout, les Frisons se firent battre et durant cette sanglante bataille, le roi Frison se fit tuer.

## Conséquences
Cette bataille a permis aux Francs d'annexer la Frise Occidentale, détruisant ainsi le royaume Frison. Cet affrontement marque la fin de la guerre et va augmenter le prestige de Charles Martel qui fondra une puissante dynastie qui régnera pendant plus d'un siècle sur le Royaume franc.